# ヒュブラ・マジョール
ヒュブラ・マジョールまたはヒュブラ・マイオールまたはヒュブラ・マグナ（ギリシア語：Ὕβλα Μεγάλη = Hybla Megale） 「大ヒュブラ」 – はシケリア（シチリア）の「ヒュブラ」の名を持つ都市の中で、最も重要な都市を特定するために使われる。

## 論争
シケリアに複数あったヒュブラの中で、どの都市（ヒュブラ・ゲレアティスまたはメガラ・ヒュブラエア）がヒュブラ・マジョールと呼ばれたか、また年代を通じて同じ都市がこの名前で呼ばれていたかに関しては、大きな論争がある。古くは紀元前728年に建設されたメガラ・ヒュブラエアが最も重要であったが、紀元前481年に破壊されている。紀元前3世紀の第二次ポエニ戦争の時代には、ヒュブラ・ゲラティアスが重要な役割を果たした。
ギリシア語のメガラのつづりも、Ρ（ロー）を使ったΜέγαρα "Megara"から、Λ（ラムダ）を使ったΜέγαλα "Megala" に変わっている。ヒュブラ・マジョールのコインにはギリシア伝統の"HYBLA MEGALAS"の刻印がある。

## 参考資料
- この記事には現在パブリックドメインである次の出版物からのテキストが含まれている: Smith, William, ed. (1854–1857). Dictionary of Greek and Roman Geography. London: John Murray. {{cite encyclopedia}}: |title=は必須です。 (説明)
- T. Dunbabin, The Western Greeks, (ISBN 0585278059), (1968), pp. 19, 44.